# Kareem Abdul-Jabbar Social Justice Champion Award
Der Kareem Abdul-Jabbar Social Justice Champion Award ist eine jährliche Auszeichnung der National Basketball Association (NBA) für jenen Spieler, der sich besonders stark für soziale Gerechtigkeit einsetzt und die jahrzehntealten Werte der NBA in Hinblick auf Gleichheit, Respekt und Inklusion verkörpert. Der Preis wurde erstmals 2021 verliehen.

## Hintergrund

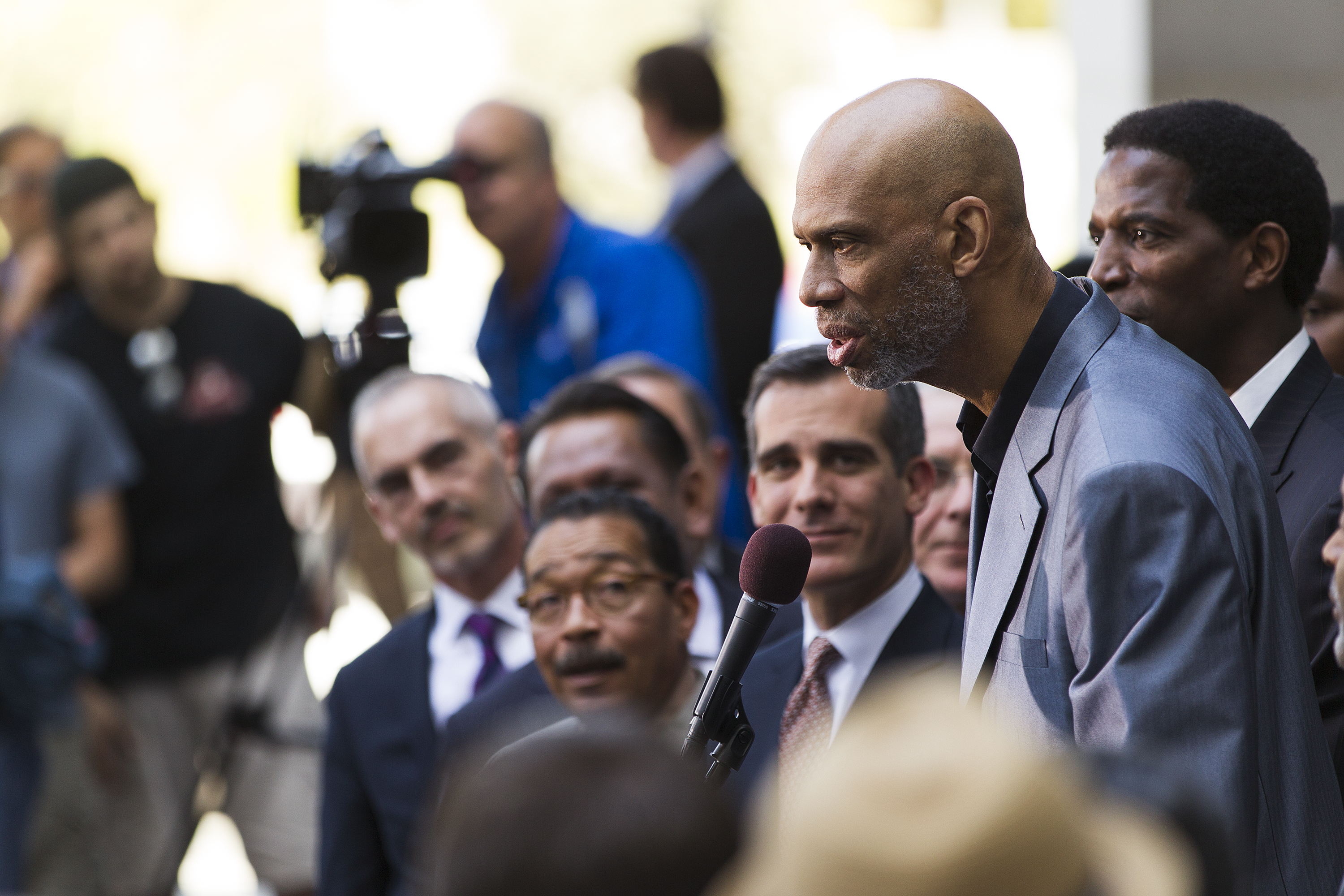
Kareem Abdul-Jabbar spricht zur Presse anlässlich der Sanktionen gegen Clippers-Besitzer Donald Sterling 2014

Am 13. Mai 2021, nach einem Jahr weitreichender Proteste in NBA und Gesellschaft gegen systemischen Rassismus und rassistische Polizeigewalt, gab die NBA die Einführung des Preises bekannt, der Spieler für das Streben nach gesellschaftlicher Gerechtigkeit und die Aufrechterhaltung des jahrzehntelangen Wertesystems der NBA in Bezug auf Gleichheit, Respekt und Inklusion auszeichnen soll. Kareem Abdul-Jabbar hat selbst stets soziale Gerechtigkeit verlangt und angestoßen und in inspirierender Weise über Ungerechtigkeit reflektiert. Er stand dem Gremium vor, dass fünf Finalisten auswählte. 200.000 US-Dollar für politische und wohltätige Organisationen werden unter den fünf Finalisten ausgeschüttet. Erster Preisträger war Carmelo Anthony. Jedes der 30 Teams der NBA nominiert einen eigenen Spieler als Social Justice Champion und ein Gremium aus NBA-Legenden, Funktionären und Bürgerrechtlern wählt fünf Finalisten und zuletzt den Gewinner aus. Dieser kann 100.000 US-Dollar verteilen, die vier anderen Finalisten teilen sich weitere 100.000 US-Dollar. Der Social Justice Champion erhält die von James Adams Jr., Jason Garrett, Vijay Singh und Lacy Talley geschaffene Kareem Abdul-Jabbar Trophy.

## Die Preisträger
 – Mitglied der Naismith Memorial Basketball Hall of Fame als Spieler

 – Aktiver Spieler der Saison 2024/25

| Saison  | Preisträger        | Team                   |
| ------- | ------------------ | ---------------------- |
| 2020/21 | Carmelo Anthony    | Portland Trailblazers  |
| 2021/22 | Reggie Bullock     | Dallas Mavericks       |
| 2022/23 | Stephen Curry      | Golden State Warriors  |
| 2023/24 | Karl-Anthony Towns | Minnesota Timberwolves |
| 2024/25 | Jrue Holiday       | Boston Celtics         |